# Lolassonn Djouhan
Lolassonn Djouhan (né le 18 mai 1991 à Montargis) est un athlète français d'origine Ivoirienne, spécialiste du lancer du disque.

## Biographie
Champion de France junior en 2009, puis champion de France espoir en 2011, Lolassonn Djouhan est le détenteur du record de France espoir du lancer du disque avec 61,70 m.
En 2012, il remporte son premier titre national senior en s'imposant lors des championnats de France d'Angers, avec la marque de 57,04 m. 
Il obtient un nouveau titre de champion de France en 2014 à Reims, avec un lancer à 57,90 m. Il réitère ce titre le 25 juin 2016 où il s'impose avec un jet à 60,81 m.
Le 29 avril 2017 à Saran, il lance le disque à 65,10 m, réalisant la deuxième performance française de l'histoire derrière le record de France de Jean-Claude Retel (68,90 m).
Le 18 juillet 2017, la FFA le sélectionne pour participer aux Championnats du monde de Londres. Lors des Mondiaux, le 4 août, il échoue pour 2 centimètres à se qualifier en finale.
Le 6 juin 2021 à Montélimar, Lolassonn Djouhan réussit les minima olympiques en signant un nouveau record personnel avec 66,66 m. Aux Jeux Olympiques de Tokyo, il est éliminé dès les qualifications du disque avec un meilleur jet à 60,74 m.

### Record de France en 2025
Lors du meeting d'Alès le 21 juin 2025, il bat dans un premier temps son record personnel en atteignant 68,87 m à son deuxième essai de qualifications, une performance lui permettant de valider les minima des championnats du monde de Tokyo. En finale, il pulvérise le record de France de Jean-Claude Retel en réalisant 70,25 m à sa dernière tentative, devenant ainsi le premier Français de l'histoire à dépasser les 70 mètres. 

## Palmarès

### International
| Date | Compétition                       | Lieu      | Résultat | Marque  |
| ---- | --------------------------------- | --------- | -------- | ------- |
| 2017 | Championnats d'Europe par équipes | Lille     | 3e       | 64,35 m |
| 2017 | Championnats du monde             | Londres   | 13e      | 63,21 m |
| 2018 | Coupe du monde                    | Londres   | 3e       | 63,48 m |
| 2018 | Championnats d'Europe             | Berlin    | 10e      | 61,89 m |
| 2019 | Championnats d'Europe par équipes | Bydgoszcz | 8e       | 57,39 m |
| 2021 | Coupe d'Europe des lancers        | Split     | 8e       | 60,99 m |
| 2021 | Jeux olympiques                   | Tokyo     | 21e      | 60,74 m |
| 2024 | Jeux olympiques                   | Paris     | 19e      | 61,93 m |

### National
- Championnats de France :
  - Vainqueur du lancer du disque en 2012, 2014, 2015, 2016, 2018, 2019, 2020 et 2022.

## Records
| Épreuve          | Performance | Lieu | Date         |
| ---------------- | ----------- | ---- | ------------ |
| Lancer du disque | 70,25 m     | Alès | 21 juin 2025 |